# Cuisine gasconne

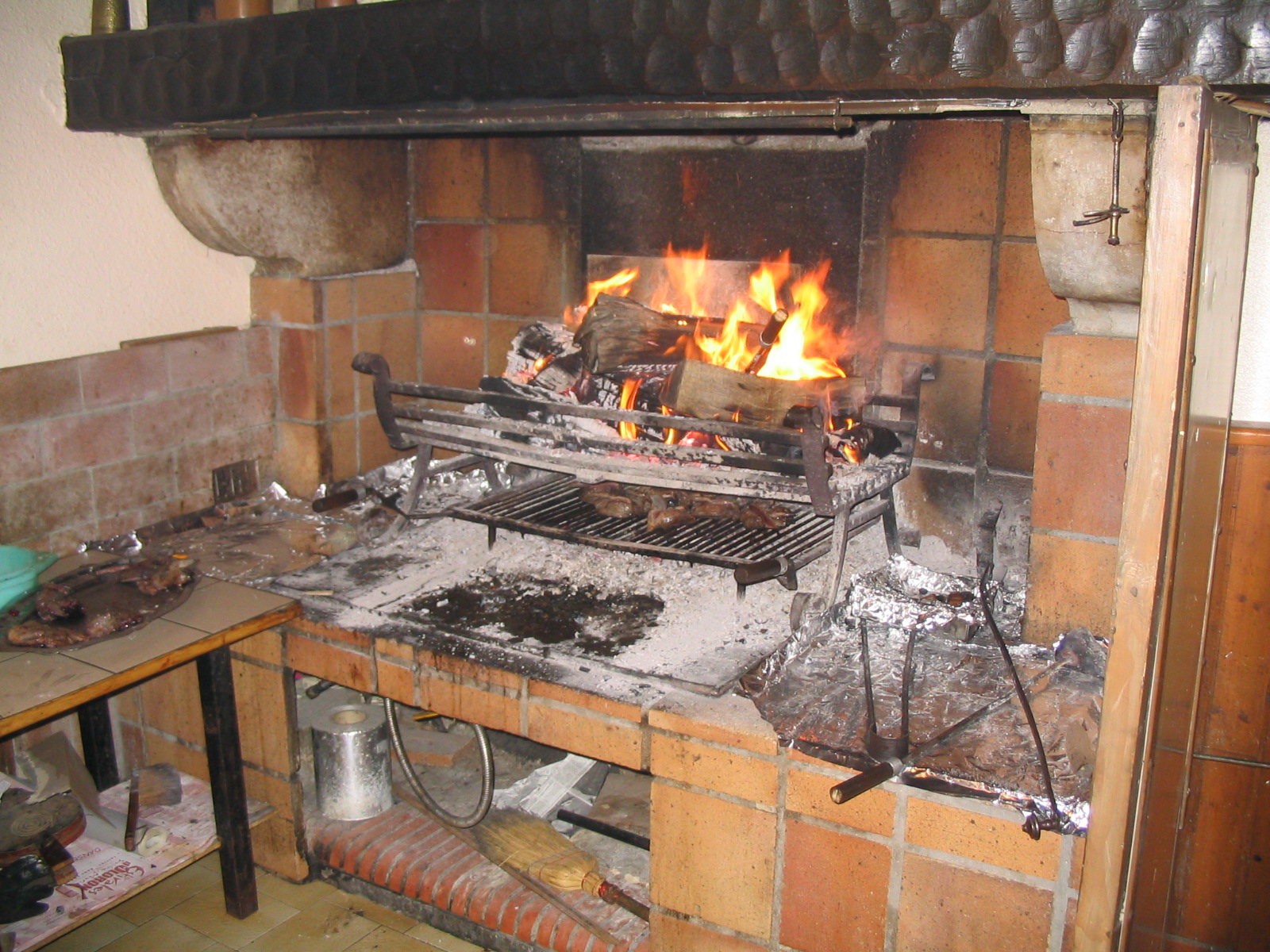
Cuisson des palombes à la braise.

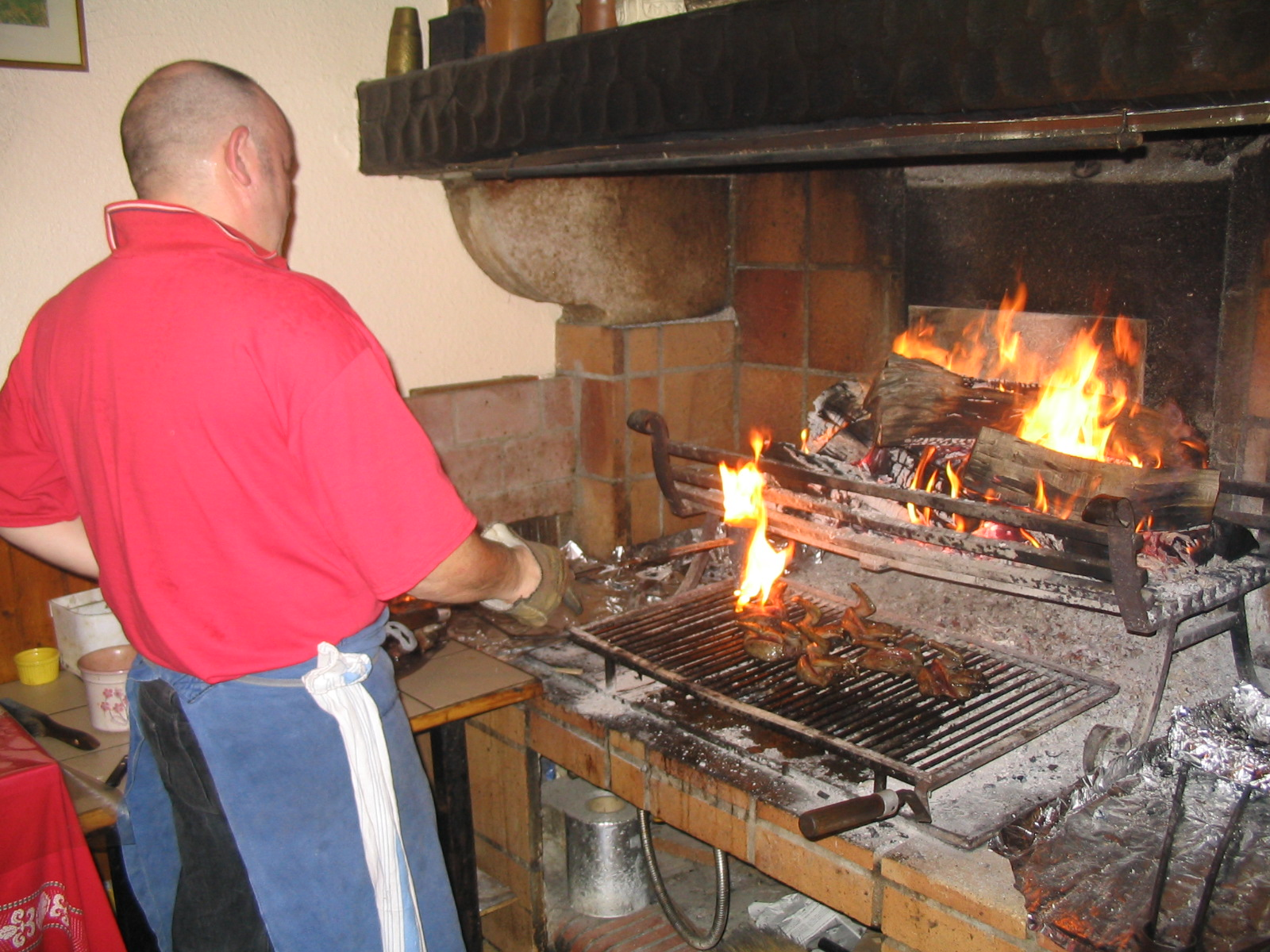
Cuisson des palombes avec un capucin.

La cuisine gasconne est un des piliers de la cuisine française. Elle doit son originalité aux produits du terroir et à une tradition ancestrale, typique de la Nouvelle-Aquitaine et de l'Occitanie, de cuisson à la graisse d'anatidés (canards et oies), tandis que les cuisines provençale, languedocienne méridionale, catalane et nissarte privilégient l'huile d'olive et celles de la moitié nord de l'Hexagone (cuisines normande, bretonne, alsacienne, lyonnaise, bourguignonne..) privilégient traditionnellement la cuisine au beurre. La longévité des Gasconsmalgré un régime alimentaire des plus riches, constitue le paradoxe français.

## Présentation

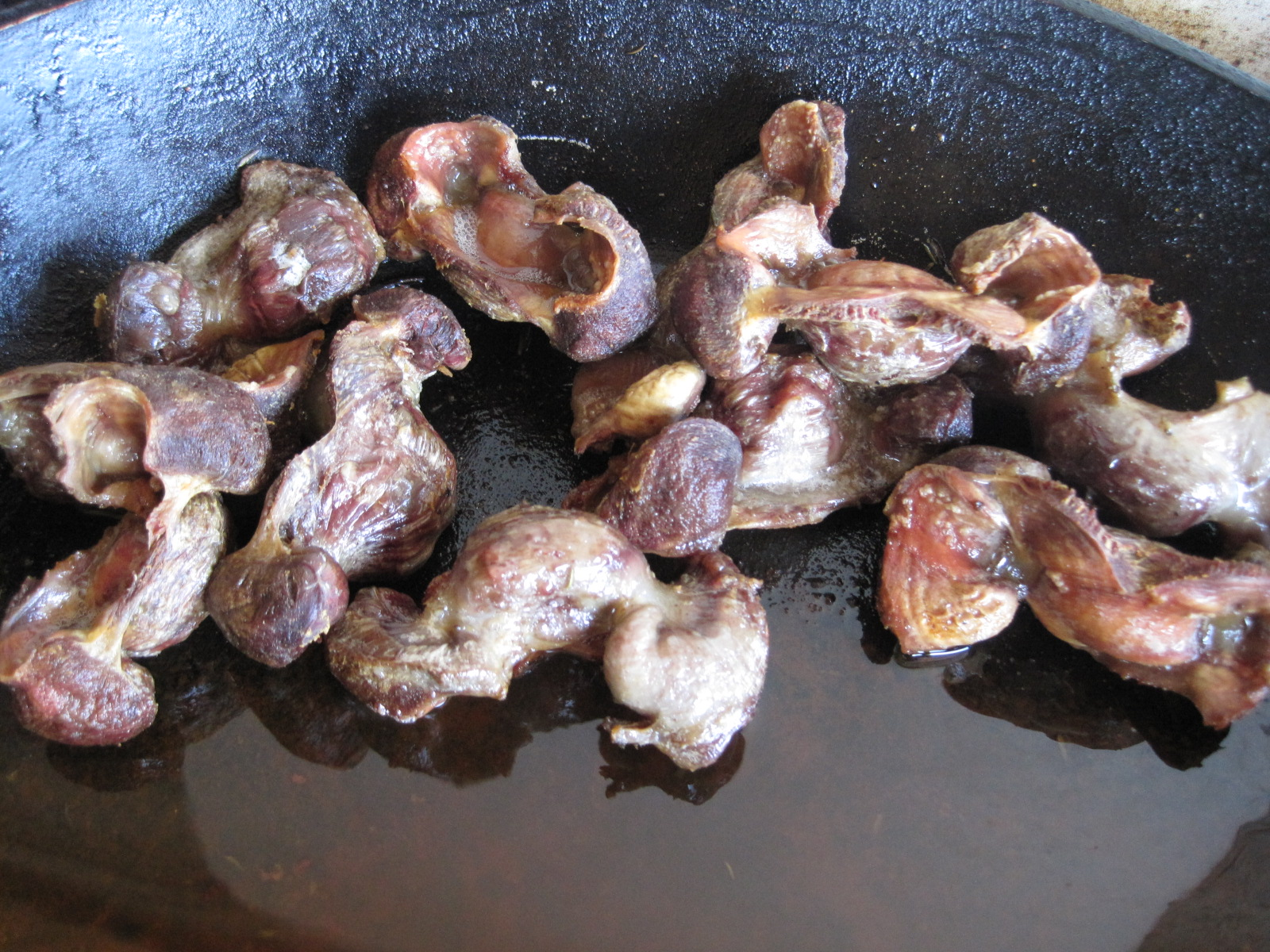
Gésiers de canards cuits.

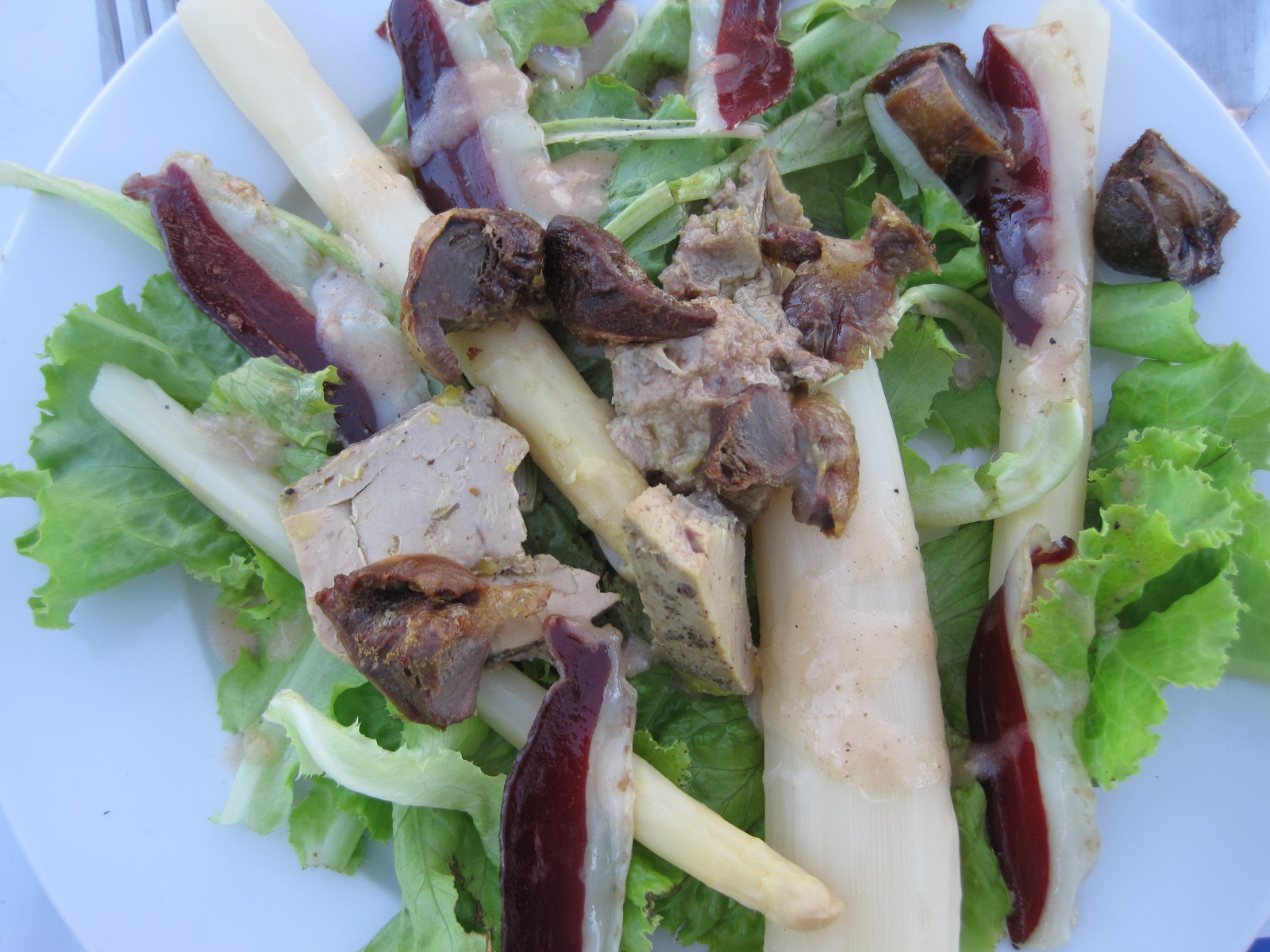
Salade landaise avec gésiers de canard, aiguillettes et foie gras, asperges…

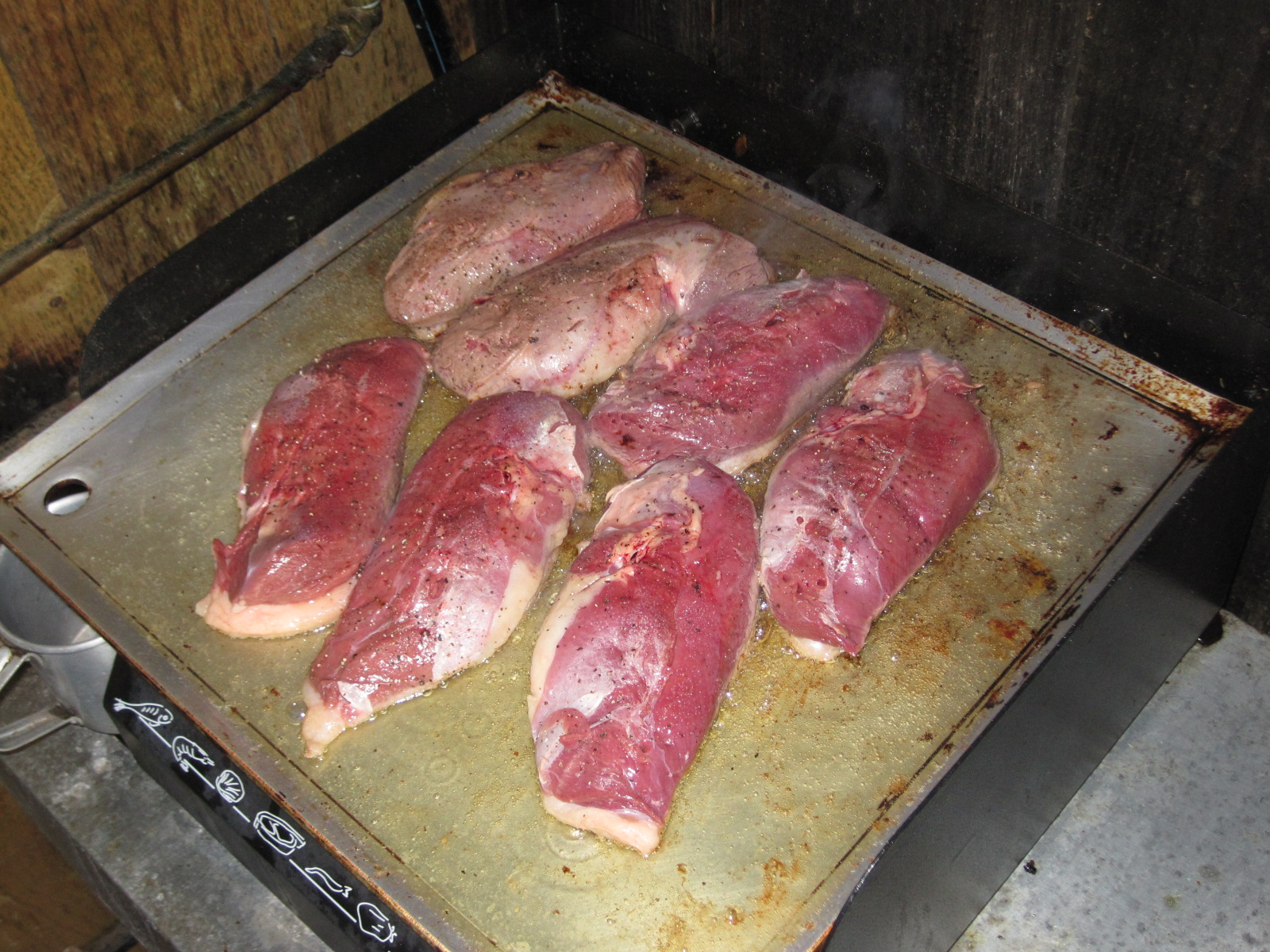
Magrets de canard des Landes à la plancha en cours de cuisson.

La cuisine gasconne se caractérise par :
- Les produits du terroir tels que le canard gras et son foie gras, le jambon salé, les légumes dont le fameux piment doux de Gascogne.
- Les condiments : moutarde de Bezolles, ail, persillade, oignon…
- La place des champignons avec en première ligne le cèpe[1].
- La place du gibier, et notamment des oiseaux comme :
  - l'ortolan, oiseau très petit qu'il faut suralimenter pendant 15 à 20 jours avant de le manger (l'ortolan étant une espèce protégée depuis 1999, sa capture et sa consommation sont donc strictement interdites depuis),
  - l'alouette, qui se chasse avec des filets installés dans les champs et en utilisant des appeaux,
  - la palombe, pigeon migrateur que l'on chasse au filet ou depuis des palombières.
- Les produits de la mer sur le littoral : huîtres, lavignons, pibales, lamproies, aloses… et maintenant le retour du « creac » (esturgeon) et du caviar de Gironde,
- Le fromage de brebis des Pyrénées.
- Les vins :
  - Vin rosé et Claret
  - rouges, avec les appellations d'origine contrôlée des vignobles de Bordeaux (cabernet et merlot), et du sud-ouest les madirans, (tannat et cabernet), saint-mont ou tursan, les plus tanniques, bien adaptés à la gastronomie locale,
  - vins liquoreux, idéaux sur brioches, châtaignes et foie gras, avec une tradition en Bordelais (sauternes, barsac, sainte-croix-du-mont et loupiac) et dans le sud-ouest (jurançon et pacherenc-du-vic-bilh).
  - Les Indications géographiques protégées : côtes de Gascogne, gers, bigorre, landes et coteaux-de-chalosse.
- L'Armagnac est toujours prompt à flamber les mets, et à parfumer les tourtières. Le Floc-de-gascogne est un mistelle composé d'armagnac et de moût de raisin assemblés avant fermentation. Ce produit est dégusté dans les mêmes conditions qu'un vin moelleux.

Les châtaignes grillées au coin du feu avec un verre de vin bourru (vin en cours de fermentation, vendu sans bouchon), mais aussi la « roste », pain grillé à la braise et frotté d'ail ou tout simplement la « tjonque » (saucer la graisse de canard de la poêle) sont l'occasion d'inoubliables moments de convivialité dans les familles rurales.
La cuisine gasconne sait s'adapter aux nouveaux modes de vie tout en cultivant son identité : le magret de canard, apparu avec les réfrigérateurs, en est le plus brillant exemple. La consommation de jambon cru est également une tendance moderne.

## Les soupes

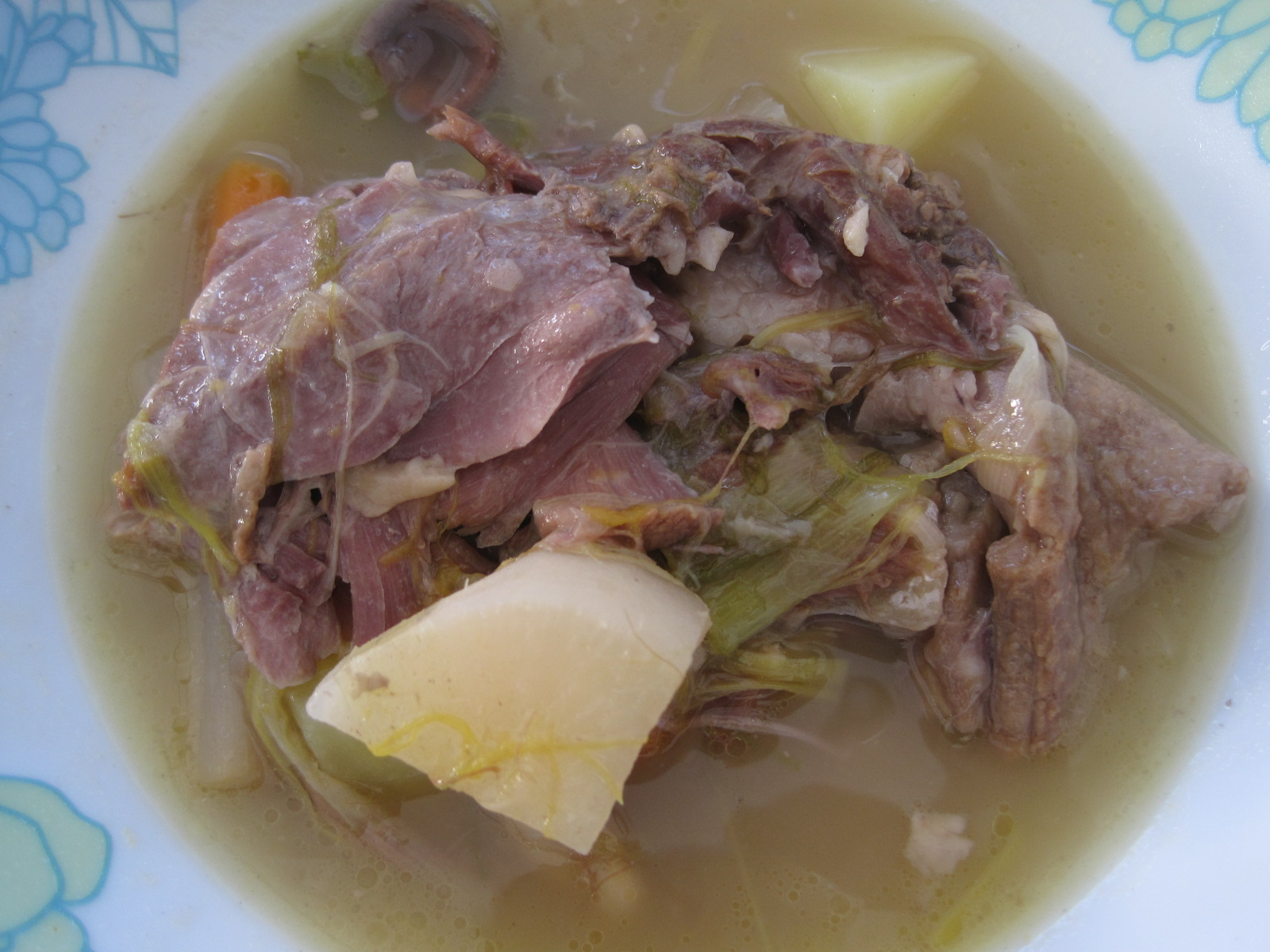
Une assiette de garbure.

- La garbure
- Le tourin

## Les entrées
- Le foie gras, confit ou poêlé frais en escalopes
- L'assiette landaise ou salade landaise
- Le magret fumé
- Le jambon de Bayonne
- Les crépinettes (Bordelais)
- Les pibales
- La sanquette

## Les mets
- Le bœuf de Chalosse
- Le bœuf de Bazas
- Le confit de canard
- Le magret de canard
- Le salmis de palombe
- L'escaoudoun landais

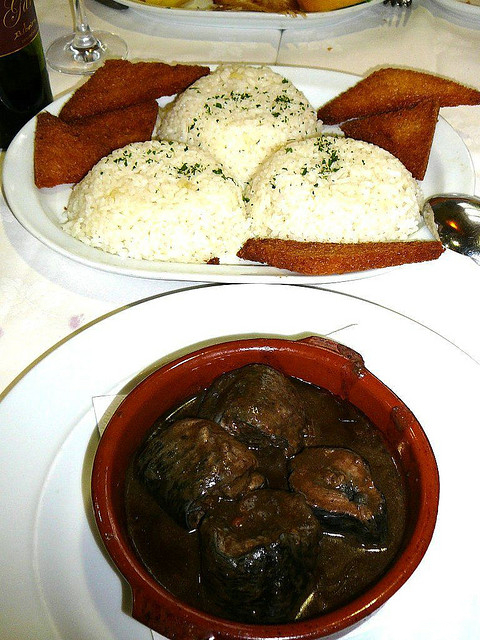
Lamproie à la bordelaise.

- L'omelette aux piments doux de Gascogne
- L'omelette aux cèpes
- Le saumon de l'Adour
- La lamproie à la bordelaise
- Les tricandilles (tripes dans le Bordelais)
- Le millas, à base de farine de maïs, en accompagnement nature ou salé
- Les tripes landaises

## Les fromages
- Amou

## Les desserts
- Le pastis landais (pâtisserie)
- Le canelé bordelais
- Le sarment du Médoc
- La Tourtière (Gascogne), pâtisserie aux pommes ou aux pruneaux
- La croustade, coiffée de spectaculaires copeaux de pâte
- Les cruchades ou escotons (galettes de maïs frites)
- Le millas (millassous, armotes), version sucrée
- La coucougnette (amande grillée enrobée de chocolat noir et de pâte d'amande)